# You're the Voice
You're the Voice è un singolo del cantante australiano John Farnham, pubblicato nel settembre 1986 dall'etichetta discografica Wheatley Records, estratto dall'album Whispering Jack.

## Descrizione
È stato scritto da Andy Qunta, Keith Reid, Maggie Ryder e Chris Thompson.
Il brano è stato nominato "Singolo dell'anno" all'ARIA Music Awards del 1987, giudicato uno dei più grandi successi dell'anno in Australia, in cima alla classifica dei singoli per molte settimane. È anche uno dei più grandi successi internazionali di Farnham, raggiungendo la top 10 in molti paesi europei dove in Italia il brano passò inosservato, mentre negli Stati Uniti non ha riscosso molto successo.

## Citazioni
- Il brano è apparso nel film del 2007 Hot Rod, ed è stato incluso nella colonna sonora del film.
- La canzone è stata presente anche nella colonna sonora del videogioco Grand Theft Auto: Episodes from Liberty City nella stazione radio Vice City FM.
- Il brano si sente anche nella stessa stazione radio di Grand Theft Auto: Episodes from Liberty City. È stato utilizzato anche in uno degli spot della Coca-Cola Light.

## Cover
- Nel 1991, il brano è stato interpretato per primo dagli Heart, inserito nell'album live Rock The House! Live
- Nel 1995 il brano è stato proposto dal gruppo dei Matia Bazar col testo in italiano intitolato La scuola dei serpenti, inserito nell'album Radiomatia.
- È stato reinterpretato anche dai Blind Guardian in versione radio nel CD bonus dell'album At the Edge of Time del 2010.
- È presente come cover anche nell'album del 2016 Heavy Rock Radio di Jorn.
- Nel 2018 è stato interpretato da Celine Dion nel suo tour estivo in Australia e Nuova Zelanda. Nella tappa di Melbourne Celine Dion e John Farnham hanno duettato insieme in questa canzone.